# Manětín
Manětín − miasto w Czechach, w kraju pilzneńskim.
Według danych z 1 stycznia 2024, liczba mieszkańców miasta wynosi 1131 osób (1345. miejsce w kraju wśród miejscowości; 573. miejsce wśród miast).

## Demografia
| Rok             | 1970  | 1980  | 1991  | 2001  | 2003  | 2008  | 2016  | 2024  |
| --------------- | ----- | ----- | ----- | ----- | ----- | ----- | ----- | ----- |
| Liczba ludności | 1 542 | 1 476 | 1 350 | 1 245 | 1 240 | 1 187 | 1 141 | 1 131 |

Źródło: Czeski Urząd Statystyczny